# Horní Domaslavice
Horní Domaslavice là một làng thuộc huyện Frýdek-Místek, vùng Moravskoslezský, Cộng hòa Séc.